# Немати, Захра
Захра Немати (перс. زهرا نعمتی‎) — иранский паралимпийский стрелок из лука, чемпионка Паралимпийских игр 2012, 2016 и 2020 годов в личном первенстве, чемпионка мира и трёхкратная победительница Азиатских игр среди паралимпийцев. Также выступала на Олимпийских играх 2012 и 2016 годов.
В 2003 году в результате автокатастрофы получила травмы, из-за которых оказались парализованы обе ноги. До аварии занималась тхэквондо, где стала обладателем чёрного пояса. В 2006 году начала заниматься стрельбой из лука и уже через полгода стала призёром чемпионата Ирана, соревнуясь со спортсменами без ограничения возможностей.
В 2016 году принимала участие в Олимпийских играх в Лондоне в личном первенстве и показала 49-й результат в квалификации. В 1/32 финала иранка уступила россиянке Инне Степановой. Также Захра была знаменосцем сборной Ирана на церемонии открытия Олимпийских игр.